# 西布斯定律
西布斯定律是一条以发现者德国语言学家特奥多尔·西布斯的名字命名的原始印欧语的音位学规则。该规则指出，如果一个飘忽s-被加在浊辅音开头的词根上，这个浊辅音清化，并保留送气的性质。  
试比较：
PIE *bʰr̥Hg- > 拉丁语 fragor,
但 *s-bʰr̥Hg- > PIE *spʰr̥Hg- > 梵语 sphūrjati.

## 讨论
匈牙利语言学家塞迈雷尼·奥斯瓦尔德反对这条规则，认为其“站不住脚”，并指出了存在于阿维斯陀语中的反例：zdī （来自PIE *s-dʰi  "be!"）。不过，经过更加精确的构拟之后，PIE应该是*h₁s-dʰí < *h₁es-（没有飘忽s-），因此西布斯定律要求 *s 和送气塞音必须要相邻且在同一音节，在已知的PIE中只存在于词头。